# 冷汁うどん

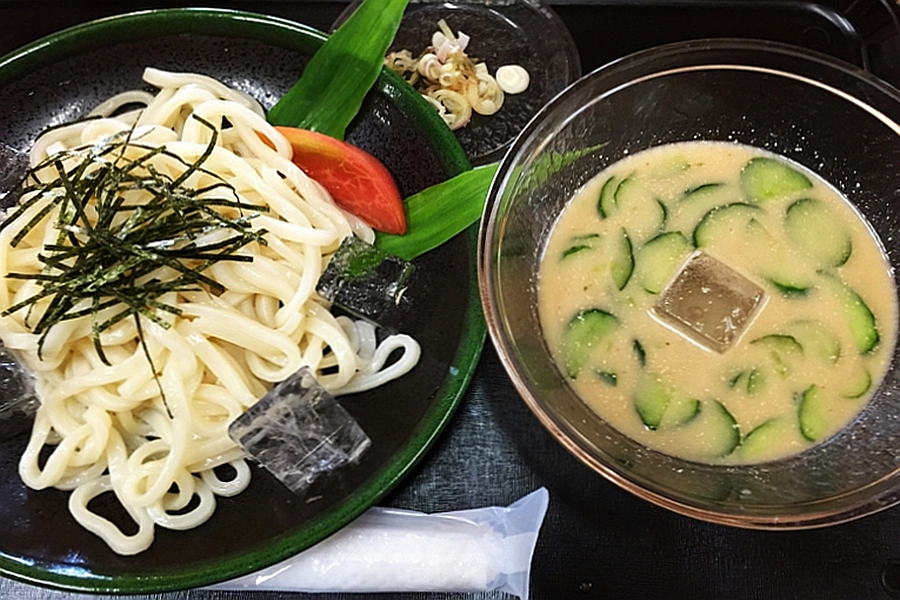
冷汁うどん

冷汁うどん（ひやしるうどん）は、埼玉県の大宮・川越・加須あたりで中心に主に夏の家庭料理として食べられるうどん。ゴマ、淡色系の米麹麦味噌（一部には他の味噌の場合もある）、シソの葉、砂糖などをすり鉢ですり潰し、冷水やだし汁を加えてよく混ぜ合わせて伸ばしたつゆで食べる。薬味にミョウガやショウガを加えたり、キュウリも千切りにして別に添える場合もある。

## 概要
淡色の米麹味噌（一部にはその他の味噌の場合もある）ベースの冷したつゆにうどんをつけて食べる家庭料理である。2007年（平成19年）農林水産省により各地に伝わるふるさとの味として農山漁村の郷土料理百選に選ばれている。冷汁うどんの起源・発祥は、キュウリの輪切りを砂糖・塩・ゴマで和えた料理を惣菜としてよく食べており、そこで余ったものをうどんとあわせた食べ方が始まりとされる。味噌、ゴマ、夏野菜の組み合わせは、暑い夏を乗り切るための栄養バランスが良く、炎天下で重労働を行う農民が、時間や食欲のない時でも充分な栄養補給を行い、簡単においしく食べられる生活の知恵として伝承されていた料理である。うどん以外に素麺を用いることもある。「すりたて」のつけ汁で食べることから、なまって「すったて」「つったて」と呼ぶこともある。

## 地域によるバリエーション
地域により、つけ汁はゴマと味噌だけで、野菜類は薬味として食べる時に加える形の場合もある。
埼玉県北東部では、一般的なめんつゆにキュウリ・ミョウガ・青しそ・山椒などを細かく刻んだものを入れ、氷などで冷やしたものを「冷や汁」と称することがある。麺に冷やした素麺を用いる場合もある。

## その他
2010年開催の「第6回 埼玉B級ご当地グルメ王決定戦」では、埼玉県川島町が「すったて」として出品し優勝している。